# Rudra multispina
Rudra multispina är en spindelart som beskrevs av Lodovico di Caporiacco 1947. Rudra multispina ingår i släktet Rudra och familjen hoppspindlar. Inga underarter finns listade i Catalogue of Life.